# Razzie Awards
Pour les articles homonymes, voir Awards.
 (avril 2018).
Si vous disposez d'ouvrages ou d'articles de référence ou si vous connaissez des sites web de qualité traitant du thème abordé ici, merci de compléter l'article en donnant les références utiles à sa vérifiabilité et en les liant à la section « Notes et références ».
Les Golden Raspberry Awards (de l'anglais signifiant littéralement les « récompenses de la framboise d'or »), souvent abrégés en Razzie Awards, sont une parodie de récompenses de cinéma. Ils prennent le contre-pied des Oscars, en décernant chaque année le prix des pires acteurs, scénaristes, musiciens, réalisateurs et films. 
Les Razzies Awards se déroulent traditionnellement la veille de la cérémonie des Oscars.

## Historique
Les Golden Raspberry Awards sont créés par le publicitaire John J. B. Wilson (en) en 1981. Il crée la cérémonie pour s'amuser, alors que celle des Oscars est décalée d'une journée. Ses communiqués de presse lancés au hasard sont repris par le Los Angeles Times qui titre : « Et les gagnants ne sont pas… ». Il se sent encouragé à reconduire l'évènement l'année suivante.

## Caractéristiques
Le mot anglais raspberry (framboise) est utilisé en référence à l'expression « blowing a raspberry », qui signifie « faire un bruit de dérision », semblable à celui du pet.
Les votants sont des membres de la Golden Raspberry Award Foundation (en). Pour être votant, il faut s’acquitter d'un droit d'entrée dans l'association. Les membres n'ont pas l'obligation de regarder les films nommés avant de voter.
De nombreux acteurs, réalisateurs et producteurs célèbres ont reçu un ou plusieurs Razzie Awards en même temps qu'un Oscar le lendemain. En 1984, Amy Irving est nommée à la fois aux Oscars et aux Razzie Awards pour son rôle secondaire dans Yentl. En 2010, Sandra Bullock reçoit un Razzie Awards de la pire actrice pour son rôle dans All About Steve et un Oscar de la meilleure actrice le lendemain pour son rôle dans The Blind Side.
Il arrive qu'un film soit nommé dans toutes les catégories existantes, ou qu'un acteur soit nommé la même année pour plusieurs films. En 2005, Ben Stiller est nommé pour le Razzie Award du pire acteur pour cinq films différents. Sylvester Stallone est l'artiste ayant reçu le plus de Razzie Awards, avec 32 nominations et 11 statuettes remportées.
De par leur nature même, ces distinctions sont rarement remises en mains propres lors de la cérémonie. Cela n'est arrivé qu'à quatre reprises depuis leur création. En 1996, Paul Verhoeven accepte la distinction de pire réalisateur pour son film Showgirls. En 2002, Tom Green vient chercher ses cinq récompenses pour Va te faire foutre Freddy !, dont celle du pire film. En 2005, Halle Berry a fait sensation : tenant un Oscar dans une main et son Razzie dans l'autre (pour son rôle dans Catwoman), elle se livra à un discours parodique de remerciements à la cérémonie de 2005. John Rogers (en), le scénariste de Catwoman, est lui aussi venu chercher sa récompense.
Trois présidents américains ont reçu un Razzie Award : Ronald Reagan en 1981, George W. Bush pour Fahrenheit 9/11, et Donald Trump, en 1991, pour son second rôle dans Ghosts Can't Do It.
Les motifs de sélection des Razzie Awards sont remis en question depuis leur création, aussi bien par les cinéphiles que par les acteurs et les réalisateurs ; il y a eu des choix discutables, qui, rétrospectivement, sont devenus difficiles à justifier[réf. nécessaire]. Par exemple, la désignation du plus mauvais réalisateur à Stanley Kubrick pour Shining ou à Brian de Palma pour Scarface, deux films considérés comme des grands classiques du cinéma.

## Types de récompenses
Au fil des années, les Razzie Awards ont décerné trois types de récompenses :
- Razzie Award : la récompense la plus célèbre ; elle se présente généralement sous la forme d'une framboise posée sur une bobine de film Super 8, le tout peint en jaune doré et d'une valeur d'environ 5 dollars ;
- Worst Career Achievement Award : cette récompense fut décernée de 1981 à 1987 pour distinguer les personnalités ayant eu la pire carrière. Le cinéaste Uwe Boll l'a reçue en 2009 ;
- Governor's Award : distinction spéciale, attribuée par John Wilson à toute personne dont la contre-performance ne correspond à aucune catégorie des Razzies. Elle fut décernée en 2003 à Travis Payne (en) pour sa « chorégraphie particulièrement médiocre » dans le film From Justin to Kelly. Lors de la cérémonie de 2021, c'est l'année 2020 qui obtient ce prix spécial, en raison d'une année marquée par la pandémie de Covid-19.

## Nominations farfelues
Dans la tradition décalée de cette récompense, le jury des Razzie Awards n'hésite pas à faire des nominations farfelues ou absurdes, notamment en ce qui concerne les pires couples à l'écran.
Voici une liste de telles nominations :
- Dans la catégorie du Pire acteur, a été nommé, en 2024, l'acteur Joaquín Phenix, dans le film Joker Folie à deux[3] ;

- Dans la catégorie du Pire acteur, ont été nommés en 1984 Barbra Streisand dans Yentl (l'actrice joue dans ce film une femme travestie en homme) ; en 1988, Bruce, le requin du film Les Dents de la mer 4 et, en 2005, George W. Bush dans son propre rôle pour Fahrenheit 9/11 ;
- Dans la catégorie de la Pire actrice, ont été nommés, en 1992, Sean Young, (Elle est nommée simultanément en tant que pire actrice pour la jumelle qui survit, dans Un baiser avant de mourir, et en tant que pire second rôle féminin, pour la jumelle qui meurt) ; en 1992, Madonna, dans son propre rôle pour In Bed with Madonna ; en 1999, les cinq Spice Girls pour Spice World, le film ; en 2005, Shawn et Marlon Wayans pour FBI : Fausses blondes infiltrées (les deux frères se déguisent en blondes écervelées dans ce film) ; en 2009, au casting du film The Women (Annette Bening, Eva Mendes, Debra Messing, Jada Pinkett Smith et Meg Ryan) ; et, en 2017, l'acteur Tyler Perry pour son rôle de Mabel « Madea » Simmons dans Boo! A Madea Halloween ;
- Dans la catégorie du Pire réalisateur, ont été nommés, en 1996, Kevin Reynolds, avec l'aide regrettable de Kevin Costner pour Waterworld ; en 1999, Alan Smithee et Arthur Hiller pour An Alan Smithee Film : Burn Hollywood Burn ; « Alan Smithee » est le pseudonyme que prennent tous les réalisateurs d'Hollywood quand ils ne veulent pas qu'un mauvais film leur soit crédité.
- Dans la catégorie du Pire scénariste, ont été nommés, en 1995, trente-deux personnes différentes pour La Famille Pierrafeu.
- Dans la catégorie du Pire second rôle masculin, ont été nommés, en 1985, Brooke Shields, quand elle porte la moustache pour Sahara ; en 1991, Donald Trump, dans son propre rôle, pour Ghosts Can't Do It ; en 1999, Joe Eszterhas et Sylvester Stallone pour les rôles de Joe Eszterhas et Sylvester Stallone dans An Alan Smithee Film: Burn Hollywood Burn ; en 2000, Ahmed Best pour la voix de Jar Jar Binks dans Star Wars, épisode I : La Menace fantôme ; en 2016, Eddie Redmayne dans le rôle de Balem Abrasax dans Jupiter : Le Destin de l'univers ;
- Dans la catégorie du Pire second rôle féminin, ont été nommés, en 1987, Dom DeLuise pour le film Nuit de noce chez les fantômes, où il joue en travesti un rôle de femme ; en 1991, Roseanne Barr pour la voix de Josie le bébé dans Allô maman, c'est encore moi ; en 1992, Sean Young pour la jumelle qui meurt dans Un baiser avant de mourir et pire actrice pour la jumelle qui survit ; en 1996, Amy, le gorille qui parle dans Congo ; en 2000, Kevin Kline en prostituée dans Wild Wild West ;
- Dans la catégorie du Pire couple à l'écran, ont été nommés, en 1995, Kevin Costner et n'importe laquelle de ses trois femmes dans le film Wyatt Earp, et n'importe quel couple pour Color of Night ; en 1996, n'importe quel couple de personnes ou de parties anatomiques pour Showgirls, et Tom Cruise et Brad Pitt pour Entretien avec un vampire ; en 1997, Pamela Anderson et ses prothèses mammaires pour Barb Wire, Matt LeBlanc et Ed le singe mécanique pour Ed, et Marlon Brando et ce « satané nain » pour L'Île du docteur Moreau ; en 1998, Jon Voight et l'anaconda animatronique pour Anaconda, le prédateur, et Steven Seagal et sa guitare pour Menace toxique ; en 1999, Leonardo DiCaprio et son jumeau pour L'Homme au masque de fer, n'importe quel couple de personnes interprétant leur propre rôle (ou jouant avec eux-mêmes) pour An Alan Smithee Film: Burn Hollywood Burn, et n'importe quelle combinaison de personnages, de parties anatomiques, ou d'accessoires de mode pour Spice World, le film ;
- Dans les années 2000, ont été nommés pour la même catégorie : en 2001, John Travolta et tout autre acteur du film pour Battlefield Earth, Arnold Schwarzenegger et lui-même (son clone) pour À l'aube du sixième jour, et n'importe quel couple d'acteur du film pour Blair Witch 2 : Le Livre des ombres ; en 2002, Tom Green et tout animal dont il abuse pour Va te faire foutre Freddy ! et Mariah Carey et son décolleté pour Glitter ; en 2004, Mike Myers et soit « chose un », soit « chose deux » pour Le Chat chapeauté ; en 2005, George W. Bush et soit Condoleezza Rice, soit sa chèvre, pour Fahrenheit 9/11 - Président des États-Unis et secrétaire d'État ; en 2007, Nicolas Cage et son costume d'ours pour Wicker Man et les seins de Sharon Stone pour Basic Instinct 2 ; en 2009, Uwe Boll et n'importe quel acteur, caméra ou scénario et Eddie Murphy à l'intérieur d'Eddie Murphy pour Appelez-moi Dave ; en 2015, Johnny Depp et sa moustache dans Charlie Mortdecai ; en 2017, n'importe quel Égyptien, Dieu ou mortel dans Gods of Egypt, ou encore tout le casting composé de comédiens autrefois respectés dans Beauté cachée ; en 2020, Tyler Perry et Tyler Perry (ou Tyler Perry) dans A Madea Family Funeral ; n’importe quelle boule de poils mi-féline/mi-humaine dans Cats ;
- Dans la catégorie de la Pire chanson originale, a été nommée, en 1998, la bande originale complète de Postman ;
- Dans la catégorie de la Pire révélation de l'année, ont été nommés, dans les années 1980 : en 1984, Cindy et Sandy, les dauphins qui rétrécissent dans Les Dents de la mer 3 ; en 1986, la version numérique de Godzilla dans Godzilla 1985 ; en 1987, les six hommes et femmes en costume de canard dans Howard... une nouvelle race de héros ; en 1989, Ronald McDonald dans son propre rôle dans Mac et moi, et Don, le cheval qui parle dans Hot to Trot ;
- Dans les années 90, ont été nommés pour la même catégorie : en 1993, les cheveux en brosse de Kevin Costner dans Bodyguard ; en 1993, l'hommage de Sharon Stone à Theodore Cleaver dans Basic Instinct (Theodore Cleaver étant l'un des personnages de Leave It to Beaver, une sitcom célèbre aux États-Unis) ; en 1996, Amy, le gorille qui parle dans Congo ; en 1997, Jennifer Aniston, Lisa Kudrow, Matt LeBlanc et David Schwimmer, en tant qu'acteurs vedettes de la série télévisée Friends ayant voulu tenter une carrière cinématographique ; et Sharon Stone, pour la nouvelle Sharon Stone sérieuse dans Diabolique et Dernière Danse ; en 1998, l'anaconda animatronique dans Anaconda ;
- Dans la catégorie Récompenses spéciales, ont été nommés : en 1997, pire scénario pour un film ayant dépassé 100 millions de dollars de recettes, pour Twister ; en 1998, pire manquement de respect à la vie humaine et aux édifices publics, pour Les Ailes de l'enfer ; en 2000, pire acteur du siècle pour Sylvester Stallone « pour 99,5 % de tout ce qu'il a fait » ; en 2003, film le plus flatulent à destination des ados pour Jackass, le film ; en 2004, pire ersatz de vrai film, pour Le Chat chapeauté ; en 2005, le pire des 25 premières années des Razzie Awards (quatre catégories) ; en 2007, divertissement familial le plus lamentable, pour Camping-car ; en 2017, Hillary's America : The Secret History of the Democratic Party est le premier film documentaire à recevoir le Razzie du pire film de l'année ; et en 2020, Razzie du mépris inconscient pour la vie humaine et les biens publics.
- En 2022, une catégorie spéciale est créée : Pire film avec Bruce Willis sorti en 2021.

## Équivalents internationaux
- France : Gérard du cinéma
- France : Bidets d'or
- France : Brutus du cinéma
- Québec : Prix Aurore créé en 2007 en réponse aux prix Jutra (1999-) et présentés annuellement dans le cadre de la série télé Infoman (2000-)